# توماس بيستيت
توماس بيسيتي مارتينيز (23 يناير 1910 - 3 يوليو 1995)، المعروف أيضًا باسم بيسيتي الثاني، كان لاعب كرة قدم إسباني لعب كمهاجم لنادي ريال مدريد وإسبانيول في ثلاثينيات القرن العشرين. كما لعب مباراة واحدة مع المنتخب الكتالوني.
وكان شقيق لاعب كرة القدم كارليس بيستيت.

## حياة مهنية
وُلِد في 23 يناير 1910 في برشلونة، كاتالونيا، بدأ توماس مسيرته الكروية في نادي مسقط رأسه سي إي يوروبا في عام 1927، وعمره 17 عامًا، حيث لعب إلى جانب شقيقه الأكبر كارليس، لذلك من أجل تمييزهم في الصحافة، بدأت الصحف المحلية في الإشارة إليهم باسم بيستيت الأول وبيستيت الثاني. لعب مع نادي أوروبا لمدة أربع سنوات، من عام 1927 حتى عام 1931، وسجل 33 هدفًا في 87 مباراة رسمية، بما في ذلك 16 هدفًا في 37 مباراة بالدوري الإسباني، و17 هدفًا في 50 مباراة ببطولة كتالونيا.
في عام 1930، وقع توماس مع قبل ريال مدريد، الذي لعب معه لموسم واحد فقط، وسجل 9 أهداف في 13 مباراة رسمية، بما في ذلك 7 أهداف في 9 مباريات بطولة مدريد، وهدفين في 4 مباريات بالدوري الإسباني، مما ساعد فريقه على الفوز بلقبين للبطولة ولقب واحد للدوري في 1931-1932. وفي المجمل، سجل 18 هدفًا في 41 مباراة بالدوري الإسباني مع أوروبا وريال مدريد. بمناسبة افتتاح ملعب باردين في 18 سبتمبر 1932، بدأ توماس مع ريال مدريد في مباراة ودية ضد هيركوليس، مسجلاً الهدف الثاني لفريقه ليضمن الفوز 2-0. في عام 1933، وبعد فترة طويلة من الخمول، باعه الفريق الأبيض إلى إسبانيول مقابل 5000 بيزيتا، حيث سجل هدفين في 12 مباراة رسمية، جميعها في بطولة كتالونيا.
في وقت لاحق من ذلك العام، وقع توماس مع فريق إلتشي في دوري الدرجة الثانية، حيث بقي هناك لأكثر من عقد من الزمان، من عام 1933 حتى عام 1943، ليصبح لاعبًا ومدربًا في عام 1941، ومدربًا وحيدًا لموسم 1942-1943.

## موت
توفي توماس في سانت جوان دالكانت، أليكانتي، في 3 يوليو 1995، عن عمر يناهز 85 عامًا.

## الأوسمة
ريال مدريد
- بطولة سنترو :
  - الأبطال (1): 1931–32 و1932–33
- الدوري الاسباني
  - الأبطال (1) : 1931–32

## روابط خارجية
- توماس بيستيت على BDFutbol